# Amaioua magnicarpa
Amaioua magnicarpa är en måreväxtart som beskrevs av John Duncan Dwyer. Amaioua magnicarpa ingår i släktet Amaioua och familjen måreväxter. Inga underarter finns listade i Catalogue of Life.